# 2020-as Formula–1 abu-dzabi nagydíj
Az abu-dzabi nagydíj volt a 2020-as Formula–1 világbajnokság tizenhetedik, egyben utolsó futama, amelyet 2020. december 11. és december 13. között rendeztek meg a Yas Marina Circuit versenypályán, Abu-Dzabiban.
A bahreini nagydíjon súlyos balesetet szenvedő Romain Grosjean nem állt rajthoz ezen a futamon sem, ezen a hétvégén is az újonc Pietro Fittipaldi helyettesítette őt a Haas csapatánál. Az előző hétvégét koronavírus-fertőzése miatt kihagyó világbajnok Lewis Hamilton ellenben felgyógyult, így visszatérhetett a mezőnybe, az előző hétvégén őt helyettesítő George Russell ezzel párhuzamosan visszatért a Williamshez.
Az első szabadedzésen debütált Formula–1-es hétvégén Mick Schumacher, aki 2021-től a Haas F1 Team versenyzője lett.

## Választható keverékek
| Abroncs              | Friss | Használt |
| -------------------- | ----- | -------- |
| Kemény keverék (C3)  |       |          |
| Közepes keverék (C4) |       |          |
| Lágy keverék (C5)    |       |          |
| Átmeneti esőgumi (I) |       |          |
| Teljes esőgumi (W)   |       |          |

## Szabadedzések

### Első szabadedzés
Az abu-dzabi nagydíj első szabadedzését december 11-én, pénteken kora délután tartották, magyar idő szerint 10:00-tól.
| helyezés | versenyző         | csapat/motor          | elért idő  | különbség | futott kör |
| -------- | ----------------- | --------------------- | ---------- | --------- | ---------- |
| 1        | Max Verstappen    | Red Bull-Honda        | 1:37,378   | −         | 26         |
| 2        | Valtteri Bottas   | Mercedes              | 1:37,412   | +0,034    | 32         |
| 3        | Esteban Ocon      | Renault               | 1:38,515   | +1,137    | 34         |
| 4        | Alexander Albon   | Red Bull-Honda        | 1:38,547   | +1,169    | 25         |
| 5        | Lewis Hamilton    | Mercedes              | 1:38,744   | +1,366    | 24         |
| 6        | Lance Stroll      | Racing Point-Mercedes | 1:38,831   | +1,453    | 25         |
| 7        | Sergio Pérez      | Racing Point-Mercedes | 1:38,956   | +1,578    | 25         |
| 8        | Danyiil Kvjat     | AlphaTauri-Honda      | 1:39,150   | +1,772    | 27         |
| 9        | Pierre Gasly      | AlphaTauri-Honda      | 1:39,160   | +1,782    | 30         |
| 10       | Kimi Räikkönen    | Alfa Romeo-Ferrari    | 1:39,199   | +1,821    | 22         |
| 11       | Carlos Sainz Jr.  | McLaren-Renault       | 1:39,330   | +1,952    | 27         |
| 12       | Charles Leclerc   | Ferrari               | 1:39,344   | +1,966    | 25         |
| 13       | Lando Norris      | McLaren-Renault       | 1:39,352   | +1,974    | 28         |
| 14       | Sebastian Vettel  | Ferrari               | 1:39,670   | +2,292    | 19         |
| 15       | Robert Kubica     | Alfa Romeo-Ferrari    | 1:39,905   | +2,527    | 19         |
| 16       | George Russell    | Williams-Mercedes     | 1:40,446   | +3,068    | 24         |
| 17       | Nicholas Latifi   | Williams-Mercedes     | 1:41,063   | +3,685    | 27         |
| 18       | Mick Schumacher   | Haas-Ferrari          | 1:41,235   | +3,857    | 23         |
| 19       | Pietro Fittipaldi | Haas-Ferrari          | 1:44,069   | +6,691    | 24         |
| 20       | Daniel Ricciardo  | Renault               | idő nélkül | –         | 3          |

### Második szabadedzés
Az abu-dzabi nagydíj második szabadedzését december 11-én, pénteken kora este tartották, magyar idő szerint 14:00-tól.
| helyezés | versenyző          | csapat/motor          | elért idő | különbség | futott kör |
| -------- | ------------------ | --------------------- | --------- | --------- | ---------- |
| 1        | Valtteri Bottas    | Mercedes              | 1:36,276  | −         | 28         |
| 2        | Lewis Hamilton     | Mercedes              | 1:36,479  | +0,203    | 30         |
| 3        | Max Verstappen     | Red Bull-Honda        | 1:37,046  | +0,770    | 30         |
| 4        | Alexander Albon    | Red Bull-Honda        | 1:37,263  | +0,987    | 33         |
| 5        | Lando Norris       | McLaren-Renault       | 1:37,438  | +1,162    | 29         |
| 6        | Esteban Ocon       | Renault               | 1:37,505  | +1,229    | 30         |
| 7        | Sergio Pérez       | Racing Point-Mercedes | 1:37,506  | +1,230    | 35         |
| 8        | Charles Leclerc    | Ferrari               | 1:37,508  | +1,232    | 31         |
| 9        | Daniel Ricciardo   | Renault               | 1:37,508  | +1,232    | 29         |
| 10       | Lance Stroll       | Racing Point-Mercedes | 1:37,560  | +1,284    | 29         |
| 11       | Danyiil Kvjat      | AlphaTauri-Honda      | 1:37,596  | +1,320    | 32         |
| 12       | Carlos Sainz Jr.   | McLaren-Renault       | 1:37,616  | +1,340    | 31         |
| 13       | Pierre Gasly       | AlphaTauri-Honda      | 1:37,900  | +1,624    | 32         |
| 14       | Kimi Räikkönen     | Alfa Romeo-Ferrari    | 1:38,068  | +1,792    | 28         |
| 15       | Sebastian Vettel   | Ferrari               | 1:38,198  | +1,922    | 32         |
| 16       | Kevin Magnussen    | Haas-Ferrari          | 1:38,504  | +2,228    | 35         |
| 17       | Antonio Giovinazzi | Alfa Romeo-Ferrari    | 1:38,564  | +2,288    | 31         |
| 18       | George Russell     | Williams-Mercedes     | 1:38,817  | +2,541    | 24         |
| 19       | Pietro Fittipaldi  | Haas-Ferrari          | 1:39,027  | +2,751    | 25         |
| 20       | Nicholas Latifi    | Williams-Mercedes     | 1:39,132  | +2,856    | 31         |

### Harmadik szabadedzés
Az abu-dzabi nagydíj harmadik szabadedzését december 12-én, szombaton kora délután tartották, magyar idő szerint 11:00-tól.
| helyezés | versenyző          | csapat/motor          | elért idő | különbség | futott kör |
| -------- | ------------------ | --------------------- | --------- | --------- | ---------- |
| 1        | Max Verstappen     | Red Bull-Honda        | 1:36,251  | −         | 16         |
| 2        | Alexander Albon    | Red Bull-Honda        | 1:36,752  | +0,501    | 15         |
| 3        | Daniel Ricciardo   | Renault               | 1:36,877  | +0,626    | 12         |
| 4        | Esteban Ocon       | Renault               | 1:36,899  | +0,648    | 15         |
| 5        | Lando Norris       | McLaren-Renault       | 1:36,994  | +0,743    | 13         |
| 6        | Lewis Hamilton     | Mercedes              | 1:37,012  | +0,761    | 16         |
| 7        | Lance Stroll       | Racing Point-Mercedes | 1:37,030  | +0,779    | 16         |
| 8        | Carlos Sainz Jr.   | McLaren-Renault       | 1:37,068  | +0,817    | 12         |
| 9        | Valtteri Bottas    | Mercedes              | 1:37,085  | +0,834    | 16         |
| 10       | Sergio Pérez       | Racing Point-Mercedes | 1:37,227  | +0,976    | 13         |
| 11       | Danyiil Kvjat      | AlphaTauri-Honda      | 1:37,266  | +1,015    | 17         |
| 12       | Charles Leclerc    | Ferrari               | 1:37,270  | +1,019    | 14         |
| 13       | Pierre Gasly       | AlphaTauri-Honda      | 1:37,371  | +1,120    | 18         |
| 14       | Sebastian Vettel   | Ferrari               | 1:37,728  | +1,477    | 16         |
| 15       | George Russell     | Williams-Mercedes     | 1:37,886  | +1,635    | 16         |
| 16       | Antonio Giovinazzi | Alfa Romeo-Ferrari    | 1:37,900  | +1,649    | 16         |
| 17       | Kimi Räikkönen     | Alfa Romeo-Ferrari    | 1:38,269  | +2,018    | 16         |
| 18       | Kevin Magnussen    | Haas-Ferrari          | 1:38,457  | +2,206    | 14         |
| 19       | Nicholas Latifi    | Williams-Mercedes     | 1:38,765  | +2,514    | 17         |
| 20       | Pietro Fittipaldi  | Haas-Ferrari          | 1:39,159  | +2,908    | 15         |

## Időmérő edzés
Az abu-dzabi nagydíj időmérő edzését december 12-én, szombaton kora este futották, magyar idő szerint 14:00-tól.
| helyezés              | rajtszám | versenyző          | csapat/motor          | 1. rész  | 2. rész    | 3. rész  | rajthely | futott kör |
| --------------------- | -------- | ------------------ | --------------------- | -------- | ---------- | -------- | -------- | ---------- |
| 1                     | 33       | Max Verstappen     | Red Bull-Honda        | 1:35,993 | 1:35,641   | 1:35,246 | 1        | 19         |
| 2                     | 77       | Valtteri Bottas    | Mercedes              | 1:35,699 | 1:35,527   | 1:35,271 | 2        | 18         |
| 3                     | 44       | Lewis Hamilton     | Mercedes              | 1:35,528 | 1:35,466   | 1:35,332 | 3        | 20         |
| 4                     | 4        | Lando Norris       | McLaren-Renault       | 1:36,016 | 1:35,849   | 1:35,497 | 4        | 17         |
| 5                     | 23       | Alexander Albon    | Red Bull-Honda        | 1:36,106 | 1:35,654   | 1:35,571 | 5        | 15         |
| 6                     | 55       | Carlos Sainz Jr.   | McLaren-Renault       | 1:36,517 | 1:36,192   | 1:35,815 | 6        | 14         |
| 7                     | 26       | Danyiil Kvjat      | AlphaTauri-Honda      | 1:36,459 | 1:36,214   | 1:35,963 | 7        | 20         |
| 8                     | 18       | Lance Stroll       | Racing Point-Mercedes | 1:36,502 | 1:36,143   | 1:36,046 | 8        | 15         |
| 9                     | 16       | Charles Leclerc    | Ferrari               | 1:35,881 | 1:35,932   | 1:36,065 | 12[1]    | 20         |
| 10                    | 10       | Pierre Gasly       | AlphaTauri-Honda      | 1:36,545 | 1:36,282   | 1:36,242 | 9        | 20         |
| 11                    | 31       | Esteban Ocon       | Renault               | 1:36,783 | 1:36,359   |          | 10       | 12         |
| 12                    | 3        | Daniel Ricciardo   | Renault               | 1:36,704 | 1:36,406   |          | 11       | 9          |
| 13                    | 5        | Sebastian Vettel   | Ferrari               | 1:36,655 | 1:36,631   |          | 13       | 12         |
| 14                    | 99       | Antonio Giovinazzi | Alfa Romeo-Ferrari    | 1:37,075 | 1:38,248   |          | 14       | 12         |
| 15                    | 11       | Sergio Pérez       | Racing Point-Mercedes | 1:36,034 | idő nélkül |          | 19[2]    | 4          |
| 16                    | 7        | Kimi Räikkönen     | Alfa Romeo-Ferrari    | 1:37,555 |            |          | 15       | 6          |
| 17                    | 20       | Kevin Magnussen    | Haas-Ferrari          | 1:37,863 |            |          | 20[3]    | 9          |
| 18                    | 63       | George Russell     | Williams-Mercedes     | 1:38,045 |            |          | 16       | 8          |
| 19                    | 51       | Pietro Fittipaldi  | Haas-Ferrari          | 1:38,173 |            |          | 17       | 9          |
| 20                    | 6        | Nicholas Latifi    | Williams-Mercedes     | 1:38,443 |            |          | 18       | 7          |
| 107%-os idő: 1:42,214 |          |                    |                       |          |            |          |          |            |

Megjegyzés:
- ↑ 1:  — Charles Leclerc 3 rajthelyes büntetést kapott erre a futamra az előző futamon okozott balesetéért.[6]
- ↑ 2:  — Sergio Pérez autójába új belsőégésű motort, turbófeltöltőt és MGU-H-t szereltek be, ezért a rajtrács végére sorolták hátra.[7]
- ↑ 3:  — Kevin Magnussen autójába új vezérlőelektronika és energiatároló került, így a mezőny végére sorolták hátra.[8]

## Futam
Az abu-dzabi nagydíj futama december 13-án, vasárnap kora este rajtolt, magyar idő szerint 14:10-kor.
| helyezés | rajtszám | versenyző          | csapat/motor          | futott kör | idő/kiesés oka | rajthely | pont |
| -------- | -------- | ------------------ | --------------------- | ---------- | -------------- | -------- | ---- |
| 1        | 33       | Max Verstappen     | Red Bull-Honda        | 55         | 1:36:28,645    | 1        | 25   |
| 2        | 77       | Valtteri Bottas    | Mercedes              | 55         | +15,976        | 2        | 18   |
| 3        | 44       | Lewis Hamilton     | Mercedes              | 55         | +18,415        | 3        | 15   |
| 4        | 23       | Alexander Albon    | Red Bull-Honda        | 55         | +19,987        | 5        | 12   |
| 5        | 4        | Lando Norris       | McLaren-Renault       | 55         | +1:00,729      | 4        | 10   |
| 6        | 55       | Carlos Sainz Jr.   | McLaren-Renault       | 55         | +1:05,662      | 6        | 8    |
| 7        | 3        | Daniel Ricciardo   | Renault               | 55         | +1:13,748      | 11       | 7[4] |
| 8        | 10       | Pierre Gasly       | AlphaTauri-Honda      | 55         | +1:29,718      | 9        | 4    |
| 9        | 31       | Esteban Ocon       | Renault               | 55         | +1:41,069      | 10       | 2    |
| 10       | 18       | Lance Stroll       | Racing Point-Mercedes | 55         | +1:42,738      | 8        | 1    |
| 11       | 26       | Danyiil Kvjat      | AlphaTauri-Honda      | 54         | +1 kör         | 7        |      |
| 12       | 7        | Kimi Räikkönen     | Alfa Romeo-Ferrari    | 54         | +1 kör         | 15       |      |
| 13       | 16       | Charles Leclerc    | Ferrari               | 54         | +1 kör         | 12       |      |
| 14       | 5        | Sebastian Vettel   | Ferrari               | 54         | +1 kör         | 13       |      |
| 15       | 63       | George Russell     | Williams-Mercedes     | 54         | +1 kör         | 16       |      |
| 16       | 99       | Antonio Giovinazzi | Alfa Romeo-Ferrari    | 54         | +1 kör         | 14       |      |
| 17       | 6        | Nicholas Latifi    | Williams-Mercedes     | 54         | +1 kör         | 18       |      |
| 18       | 20       | Kevin Magnussen    | Haas-Ferrari          | 54         | +1 kör         | 20       |      |
| 19       | 51       | Pietro Fittipaldi  | Haas-Ferrari          | 53         | +2 kör         | 17       |      |
| ki       | 11       | Sergio Pérez       | Racing Point-Mercedes | 8          | erőforrás      | 19       |      |

Megjegyzés:
- ↑ 4:  — Daniel Ricciardo a helyezéséért járó pontok mellett a versenyben futott leggyorsabb körért további 1 pontot szerzett.

## A világbajnokság állása a verseny után (a világbajnokság végeredménye)
| H   | Versenyzők       | Pont | H   | Konstruktőrök         | Pont |
| --- | ---------------- | ---- | --- | --------------------- | ---- |
| 1.  | Lewis Hamilton   | 347  | 1.  | Mercedes              | 573  |
| 2.  | Valtteri Bottas  | 223  | 2.  | Red Bull-Honda        | 319  |
| 3.  | Max Verstappen   | 214  | 3.  | McLaren-Renault       | 202  |
| 4.  | Sergio Pérez     | 125  | 4.  | Racing Point-Mercedes | 195  |
| 5.  | Daniel Ricciardo | 119  | 5.  | Renault               | 181  |
| 6.  | Carlos Sainz Jr. | 105  | 6.  | Ferrari               | 131  |
| 7.  | Alexander Albon  | 105  | 7.  | AlphaTauri-Honda      | 107  |
| 8.  | Charles Leclerc  | 98   | 8.  | Alfa Romeo-Ferrari    | 8    |
| 9.  | Lando Norris     | 97   | 9.  | Haas-Ferrari          | 3    |
| 10. | Pierre Gasly     | 75   | 10. | Williams-Mercedes     | 0    |

(A teljes táblázat)

## Statisztikák
- Vezető helyen:
  - Max Verstappen: 55 kör (1-55)
- Max Verstappen 3. pole-pozíciója és 10. futamgyőzelme.
- Daniel Ricciardo 15. versenyben futott leggyorsabb köre.
- A Red Bull 64. futamgyőzelme.
- Max Verstappen 42., Valtteri Bottas 56., Lewis Hamilton 165. dobogós helyezése.
- Ez volt Kevin Magnussen és Alexander Albon ideiglenesen, Danyiil Kvjat ténylegesen utolsó Formula–1-es versenye.[9]
- A Haas F1 Team 100. nagydíja.[10]
- A Racing Point F1 Team utolsó versenye ezen a néven.[11]
- A Renault F1 utolsó versenye ezen a néven.[12]